# Cieślin (Petite-Pologne)
Pour les articles homonymes, voir Cieślin.
Cieślin est une localité polonaise de la gmina de Klucze, située dans le powiat d'Olkusz en voïvodie de Petite-Pologne.